# Barbara Adriaens
Barbara Pieters Adriaens, även kallad Willem Adriaens, född 1611, död efter 1636, var en nederländsk soldat. Hennes fall tillhör de mest undersökta och väldokumenterade fallen av kvinnlig transvestism och homosexualitet under nymodern tid i Nederländerna. 

## Biografi
Adriaens blev som trettonåring inspärrad på tukthus av sin familj sedan hon druckit sig berusad i sällskap ute på staden. Efter frigivningen två år senare hade hon livnärt sig som tjänsteflicka och sömmerska, bland annat som piga hos en advokat i Delft, innan hon 1628 vid 18 års ålder klätt ut sig till man och tagit värvning i armén i Heusden under namnet Willem Adriaens. 
Hon bosatte sig senare i Amsterdam, där hon gifte sig med en kvinna, Hilletjesbrug Jans. Adriaens undvek att fullborda äktenskapet genom att säga att hon led av en venerisk sjukdom. Hennes hustru misstänkte dock att Adriaens var kvinna, och efter ett offentligt gräl utanför en krog utropade hon sin misstanke offentligt. Detta ska ha lett till ett upplopp där Adriaens nästan lynchades och därefter ställdes inför rätta. 
Hon uppgav inför rätten att hon aldrig hade varit sexuellt dragen till män, och hennes hyresvärd vittnade om hennes intresse för prostituerade kvinnor. Under denna tid var homosexualitet belagt med dödsstraff, men i fallet kvinnliga prostituerade brukade dödsstraffet inte tillämpas, mycket beroende på föreställningen att ett samlag definierades som en vaginal penetrering och en kvinna därför inte ansågs kunna ha sex med en annan kvinna såvida hon inte hade en klitoris stor nog att penetrera den andra kvinnan; ett annat krav var att de två kvinnorna skulle leva tillsammans i en mansroll och en kvinnoroll. I detta fall uppfylldes i alla fall det sistnämnda kravet, och åklagaren yrkade på dödsstraff. Detta straff var nära att utdömas, men efter ingripande av den franska hertiginnan av Bouillon, som just då var på besök i staden, och som blivit intresserad av fallet, ändrades domen till 24 års förvisning. 
Adriaens ska ha eskorterats ut ur staden beledsagad av stora folkmassor. Hennes maka mottog inget straff eftersom hon sade sig inte ha vetat något om Adriaens kön. År 1636 greps Adriaens i Groningen, återigen för att hon levt utklädd till man och gift sig med en kvinna, Alke Peter. Hon förvisades på livstid från staden med omnejd. Hennes fortsatta liv är okänt.